# زاندروس
زاندروس أو اكساندورس (بالإنجليزية: Xandrأو أس) هي توزيعة كندية الأصل، الاسم يشير إلى اكساندورس نظام تشغيل، وشركة اكساندورس. اكساندورس هي توزيعة لينكس موجهة لمستخدمين سطح المكتب. اشتق الاسم اكساندورس من نظام النوافذ اكس وجزيرة أندروس اليونانية. تأسست الشركة في مايو 2001 من قبل شركاء لينكس العالميين، وهي شركة يقع مقرها الرئيسي في مدينة نيويورك.
بنيت اكساندورس على توزيعة كوريل لينكس، التوزيعة المبنية على دبيان التي تم الحصول عليها مع فريق التطوير من شركة كوريل في أغسطس 2001 بعد أن قررت كوريل ترك سوق توزيع لينكس. اكساندورس هو أحد الأعضاء المؤسسين لاتحاد سطح المكتب لينكس. في يوليو 2007، اشترت اكساندورس Scalix، وفي في يوليو 2008، استحوذت اكساندورس على لينسباير.